# Myroslav Marynovyč
Myroslav Frankovyč Marynovyč (ukrajinsky Миросла́в Фра́нкович Марино́вич, * 4. ledna 1949, Komarovyči, poblíž města Staryj Sambir, Lvovská oblast) je prorektor Ukrajinské katolické univerzity ve Lvově, sociální aktivista, spoluzakladatel Amnesty International na Ukrajině a zakládající člen Ukrajinské Helsinské skupiny. Od roku 2010 byl předsedou Ukrajinského centra Mezinárodního PEN klubu.

## Život

### Mládí
Myroslav Marynovyč se narodil 4. ledna 1949 ve vesnici Komarovyči ve Lvovské oblasti. Rodina byla na Ukrajinu vysídlena z Polska a po vítězství bolševiků byla postižena represemi. Jeho dědeček byl knězem Ukrajinské řeckokatolické církve, několikrát vězněný sovětským režimem, bratr matky zahynul na Kolymě. Otec byl řidič, matka pracovala jako knihovnice. Původně nesl příjmení Dytso po svém otci ale po rozvodu rodičů v 18 letech přijal příjmení Marynovyč po rodině své matky. Navštěvoval gymnázium v Drohobyči, které ukončil se zlatou medailí. Velmi ho ovlivnil jeho učitel Ivan Rafa, který ho seznámil s díly ukrajinských básníků 60. let. Poté rok pracoval jako tajemník Komsomolu v drohobyčském závodě.
V roce 1967 začal Myroslav Marynovyč studovat na Lvovském polytechnickém institutu obor polovodičů. Na institutu vystupoval proti Sovětskému režimu, který podle něj nedodržoval ideály Ústavy SSSR. Udal ho jeden ze studentů a v roce 1970 byl vyslýchán KGB. Jako student pátého ročníku se během cesty do Kyjeva seznámil s Mykolou Matuševyčem a dalšími disidenty.

### Kariéra
V roce 1972 absolvoval Lvovskou polytechniku jako inženýr a svůj diplom obhájil v angličtině. Poté pracoval jako překladatel do angličtiny v oddělení vědeckých a technických informací v Ivano-Frankovském závodě "Posytron". Zároveň se setkával s disidenty ze Lvova a Kyjeva. Dne 22. května 1973 byl v zatčen a prohledán policií, když položil květiny k pomníku Tarase Ševčenka v Kyjevě.
KGB ho tajně sledovala i poté, co narukoval do sovětské armády ve Vologdě, kde sloužil v letech 1973-1974.
Po propuštění z armády se Marynovyč v roce 1974 přestěhoval do Kyjeva a bydlel v rodině Mykoly Matusevyče. Pracoval jako technický redaktor časopisu Початкова школа (Základní škola) a ve vydavatelství Těchnika, odkud byl na příkaz KGB propuštěn. Nějakou dobu byl nezaměstnaný a před zatčením se zachránil jako vylepovač plakátů.

### Doba věznění
V roce 1976 se Marynovyč spolu s Mykolou Matusevyčem stal zakládajícím členem Ukrajinské Helsinské skupiny. Od té doby byl opakovaně zadržován policií v Kyjevě a Serpuchově. V Drohobyči probíhaly domovní prohlídky, bylo mu neustále vyhrožováno. Nakonec byl kvůli svému členství v Helsinské skupině 23. dubna 1977 spolu s Matusevyčem zatčen za antisovětskou agitaci a propagandu. Při soudním procesu a vynesení rozsudku jakoukoli vinu popřel. Po 11 měsících byl nakonec odsouzen k maximálnímu trestu - 7 letům táborů s přísnou ostrahou a 5 letům vyhnanství.
Marynovyč byl vězněn v pracovním táboře VS-389/36-2 v Permské oblasti. Zúčastnil se zde všech lidskoprávních akcí, držel hladovky včetně dvacetidenního protestu, vytvářel táborovou kroniku. Za celé období strávil asi 150 dní trestu na samotce a asi jeden a půl roku v cele. V roce 1978 vzala Amnesty International Marynovyče pod svou ochranu jako vězně svědomí. Od dubna 1984 byl Marynovyč vyhoštěn do vesnice Saralžin v Ojlovském okrese v Aktobské oblasti Kazachstánu, kde pracoval jako tesař. Oženil se s Ljubou Kheinou, která se za ním přestěhovala do vyhnanství. Roku 1987 odmítl požádat o odpuštění trestu.

### Pozdní kariéra
V roce 1987 se vrátil na západní Ukrajinu a byl zaměstnán v ropné rafinérii v Drohobyči. Pracoval také jako reportér v místních novinách Haličská Zorja (Hvězda Haliče; ukrajinsky Галицька Зоря).
V roce 1991 Marynovyč založil první skupinu Amnesty International v SSSR a do roku 1996 stál v jejím čele. a v letech 1993-1997 působil jako předseda Národního výboru Amnesty. Je členem veřejného výboru Ukrainian-American Bureau for the Protection of Human Rights a účastník mnoha mezinárodních konferencí. Roku 1995 byl nominován na cenu Valery Marčenka.
V letech 1997-2007 působil jako ředitel Institutu náboženství a společnosti Lvovské teologické akademie (později Ukrajinská katolická univerzita) a byl členem Ukrajinské teologické vědecké společnosti.
V letech 2000-2005 působil jako prorektor Ukrajinské katolické univerzity pro vnější záležitosti . Od roku 2007 je předsedou Institutu náboženství a společnosti Ukrajinské katolické univerzity.
V roce 2010 se stal prezidentem Ukrajinského centra PEN International a poté působí jako čestný prezident.

### Publikace
- První Marynovychovo publikované dílo vyšlo v roce 1990 pod názvem Evangelium podle Božího blázna [15] Toto dílo vzniklo během jeho exilu a později bylo přeloženo do němčiny a francouzštiny.
- Ukrajina na okraji Písma svatého (ukrajinsky Україна на полі Святого Письма), 1991
- Pokání komunismu, Ukrajina: Cesta pouští, 1993

## Vyznamenání
Myroslav Marynovyč obdržel mimo jiné cenu časopisu Sučasnist ("Současnost") za politologickou zprávu "Pokání komunismu" (1993), cenu Valery Marčenka od Ukrajinsko-amerického úřadu pro ochranu lidských práv za nejlepší publikaci o lidských právech (1995), medaili Vladimira Žabotinského za podporu mezietnického porozumění od Ukrajinsko-izraelské společnosti (1999), the Sergio Vieira de Mello Humanitarian Award (2013),, Truman-Reaganovu medaili svobody (2014) a Cenu Paměti národa.
Myroslav Marynovyč získal řadu stipendií - na Kolumbijské univerzitě v USA, Světové radě církví ve Švýcarsku a Katolické univerzitě v Nijmegenu v Nizozemsku.

### Státní ocenění
- Řád svobody (2008)
- Řád za odvahu 1. třídy (2006)